# Atlanterhavsvejen
Atlanterhavsvejen er et vejstykke på riksvei 64 i Nordmøre i Møre og Romsdal fylke i Norge. Vejen er 8.274 meter lang og går fra Vevang i Eide til Kårvåg i Averøy og afløste 7. juli 1989 færgeforbindelsen mellem Ørjavik og Tøvik i de to kommuner. Anlægget består blandt andet af otte broer på tilsammen 891 meter og går over en hel del holme og skær. Vejen kostede 122 millioner 1989-kroner og var delvis finansieret med bompenge. Bommen blev fjernet i juni 1999.
Ruten, vejen følger, blev oprindelig planlagt for jernbane tidligt i 1900-tallet, men den idé blev endeligt skrinlagt i 1935. Planlægning af vejstrækningen kom i gang i 1970'erne. Byggeriet startede 1. august 1983.
Atlanterhavsvejen er landets ottendebedst besøgte naturbaserede turistattraktion (2004) med 283.500 besøgende. Vejstrækningen er foreslået som national turistvej.

## Århundredets bygningsværk i Norge
I september 2005 blev Atlanterhavsvejen kåret til Århundrets bygningsværk 1905–2005. 

## Broer på Atlanterhavsvejen fra vest mod øst
- Vevangstraumen bro, 119 meter – sejlhøjde 10 meter
- Hulvågen broer, 3 broer på til sammen 239 meter – sejlhøjde 4 meter
- Storseisundbroen, 260 meter – sejlhøjde 23 meter
- Geitøysundet bro, 52 meter – sejlhøjde 6 meter
- Store Lauvøysund bro, 52 meter – sejlhøjde 3 meter
- Lille Lauvøysund bro, 115 meter – sejlhøjde 7 meter

- Storseisundbroen (no)
- Udsigt fra gangstien på Lyngholmen
- Myrbærholmbroen